# Phaeogenes gilvilabris
Phaeogenes gilvilabris là một loài tò vò trong họ Ichneumonidae.